# Brygada Strzelców Polskich
Brygada Strzelców Polskich (BSP) albo Poleska Brygada Strzelców – wielka jednostka piechoty Wojska Polskiego na Wschodzie, powstała jesienią 1915 roku.
Zawiązkiem powstania BSP stał się zdziesiątkowany w walkach Legion Puławski, a także 740 Drużyna Lubelska. BSP funkcjonowała na zasadzie rosyjskich drużyn (batalionów) pospolitego ruszenia, a dokładnie rosyjskiej 104 Brygady Pospolitego Ruszenia.

## Formowanie
Inicjatywa generała Szymanowskiego, pułkownika Rządkowskiego i rotmistrza Zamoyskiego skutkowała wydaniem rozporządzenia faktycznego szefa Stawki generała Michała Aleksiejewa o powołaniu Brygady Strzelców Polskich, której formowanie rozpoczęło się w Bobrujsku. Wkrótce do Brygady dołączono dywizjon ułanów i kompanie saperską. 
Brygada była zależna od dowództwa rosyjskiego. Korespondencja urzędowa była prowadzona w języku rosyjskim, natomiast komendy padały w języku polskim. W szeregach Brygady znajdowało się ponad 8 tysięcy żołnierzy, niemal wyłącznie Polaków.

## Walki na froncie
Brygada Strzelców Polskich została skierowana na front w 1916. Brała udział w walkach z Niemcami na Nowogródczyźnie, gdzie poniosła duże straty. Walczyła na linii frontu, który przebiegał na rzece Szczara, a także w rejonie Zaosia i Snowia. W styczniu 1917 Brygada została wycofana z frontu do Kijowskiego Okręgu Wojskowego i tutaj została przeformowana w Dywizję Strzelców Polskich.

## Organizacja i obsada personalna brygady
Dowództwo Brygady Strzelców Polskich
- dowódca brygady – gen. ppor. Piotr Szymanowski (do 7 IV 1916)
- dowódca brygady – gen. por. Adam Sławoczyński (do 16 IX 1916)
- dowódca brygady – gen. ppor. Kajetan Olszewski (do II 1917)
- szef sztabu – kpt. gw. Żyliński (Rosjanin)
- adiutant – kpt. Korzeniewski
- naczelny lekarz – dr Władysław Żywanowski

Pododdziały
- I batalion – płk Jan Rządkowski
- batalion rezerwowy – kpt. Kuczewski, od 12 stycznia ppłk Dziarski
- II batalion – płk Lucjan Żeligowski
- III batalion – płk Witold Otocki-Dołęga, potem płk Bolesław Frej
- IV batalion – płk Znamierowski
- Dywizjon Ułanów Polskich – ppłk Władysław Obuch-Woszczatyński
  - 1 szwadron – rtm – Adolf Waraksiewicz
  - 2 szwadron – rtm. Butkiewicz
- samodzielna kompania inżynieryjna – pkpt. Mieczysław Wężyk
- Polowy Szpital Ruchomy Polskiego Komitetu Pomocy Sanitarnej
- Czołówka Sanitarna Nr 70 Polskiego Komitetu Pomocy Sanitarnej